# Stanisław Działek
Stanisław Działek pseud. Stach (ur. 15 lutego 1908 w Krucicach w powiecie poddębickim, zm. w kwietniu 1945 w Ebensee) – działacz KZMP, KPP, Frontu Walki za Naszą i Waszą Wolność i PPR, sekretarz okręgowy PPR Łódź Podmiejska, publicysta.
Od 1925 mieszkał w Łodzi, gdzie w 1929 wstąpił do KZMP, a w 1937 do KPP. Brał aktywny udział w demonstracjach, masówkach i wiecach robotniczych. Od 1931 członek Komitetu Okręgowego (KO) KZMP w Łodzi. Wkrótce został jego sekretarzem. Podczas powszechnego strajku włókniarzy w marcu 1933 włączył do niego cały łódzki KO KZMP. 1933–1936 więziony za działalność komunistyczną. Po zwolnieniu nadal działał w KZMP, a od 1937 w KPP. Pod koniec 1939 przeniósł się do zajętego przez ZSRR Białegostoku, gdzie był naczelnikiem wydziału kadr w Komitecie Wykonawczym Miejskiej Rady Delegatów. Działał również w MOPR. Po czerwcu 1941 wstąpił ochotniczo do Armii Czerwonej. Po powrocie do Łodzi w marcu 1942 wstąpił do Frontu Walki za Naszą i Waszą Wolność. W maju 1942 przeszedł do PPR i GL. Niedługo potem został sekretarzem KO PPR Łódź Podmiejska i członkiem łódzkiego Komitetu Obwodowego PPR. Redagował dwutygodnik "Trybuna Ludu" – organ prasowy Komitetu Obwodowego. Organizował komórki i komitety dzielnicowe PPR i terenowe dowództwa GL. W grudniu 1942 został aresztowany przez gestapo koło Łęczycy i osadzony w łęczyckim, potem w łódzkim więzieniu, a następnie w obozach koncentracyjnych w Auschwitz, potem w Mauthausen, w końcu podobozie w Ebensee, gdzie zmarł w kwietniu 1945.